# تيم بيري (سياسي)
تيم بيري (بالإنجليزية: Tim Berry)‏ هو سياسي أمريكي، ولد في 1 أغسطس 1961 في فورت واين في الولايات المتحدة. حزبياً، نشط في الحزب الجمهوري.